# George L. Berry
George Leonard Berry, född 12 september 1882 i Hawkins County, Tennessee, död 4 december 1948 i Hawkins County, Tennessee, var en amerikansk fackföreningsledare och demokratisk politiker. Han representerade delstaten Tennessee i USA:s senat 1937-1938.
Berry arbetade som boktryckare i olika städer 1891-1907. Han var ordförande för boktryckarfacket International Printing Pressmen and Assistants' Union of North America (IPPAU) från 1907 fram till sin död. Han tog initiativ till boktryckarfackets huvudkvarter Pressmen's Home i Hawkins County, Tennessee. Pressmen's Home fungerade som fackets huvudkvarter 1911-1967 och boktryckarnas ålderdomshem fungerade inom huvudkvarterets område ännu fram till 1969.
Senator Nathan L. Bachman avled 1937 i ämbetet. Guvernör Gordon Browning utnämnde Berry till senaten fram till fyllnadsvalet följande år. Berry förlorade i demokraternas primärval mot Tom Stewart.
Berry var baptist och frimurare. Begravningen ägde rum på Pressmen's Homes ägor.